# Zalbki (Varmia y Masuria)
Zalbki [pronunciación en polaco: /ˈzalpki/] (en alemán: Salbken) es un pueblo ubicado en el distrito administrativo de Gmina Dywity, dentro del Condado de Olsztyn, Voivodato de Varmia y Masuria, en Polonia del norte. Se encuentra aproximadamente a 6 kilómetros al sureste de Dywity y a 5 kilómetros al noreste de la capital regional Olsztyn.
Antes de 1945, el área fue parte de Alemania (Prusia Oriental).